# Insula Patmos
Insula Patmos (în greacă Πάτμος, în italiană Patmo, în turcă Batnaz) este o insuliță din Marea Egee. Este cea mai nordică insulă din Arhipelagul Dodecanez. Are o populație de 3.044 de persoane și o suprafață de 34,14 km². Cel mai înalt loc este Profitis Ilias, 269 metri deasupra mării. Municipalitatea din Patmos este o periferie a orașului grec Kalymnos.
Autorul Apocalipsei afirmă că era în Patmos când a primit prima viziune. Ca urmare, autorul Apocalipsei este numit uneori Ioan de Patmos.